# Catharina Lodders
Catharina Johanna Lodders (sinh 18 tháng 8 năm 1942) là một hoa hậu đến từ Hà Lan. Bà đại diện cho Hà Lan tham dự cuộc thi Hoa hậu Thế giới năm 1962 tổ chức tại Luân Đôn và đã đoạt danh hiệu này. Bà đã trở thành người phụ nữ thứ hai của Hà Lan đoạt danh hiệu Hoa hậu Thế giới. Sau này, bà cưới nhạc sĩ, ca sĩ người Mỹ Chubby Checker.
Người kế vị của bà là Carole Joan Crawford, hoa hậu thế giới 1963 đến từ Jamaica.
| Tứ đại Hoa hậu (1962)       | Tứ đại Hoa hậu (1962)              | Tứ đại Hoa hậu (1962)         | Tứ đại Hoa hậu (1962)     |
| --------------------------- | ---------------------------------- | ----------------------------- | ------------------------- |
| Hoa hậu Hoàn vũ Norma Nolan | Hoa hậu Thế giới Catharina Lodders | Hoa hậu Quốc tế Tania Verstak | Hoa hậu Trái đất không có |